# Бій під Іломантсі
Бій під Іломантсі (фін. Ilomantsin taistelu) — бойові дії між радянськими та фінськими військами, що відбувалися на північний схід від Іломантсі з 26 липня по 13 серпня 1944 року за часи радянсько-фінської війни. Є складовою Свірсько-Петрозаводської операції Карельського фронту.
Кінцем червня 1944 року 176-та та 298-ма стрілецькі дивізії 32-ї армії після довготривалого наступу вийшли на радянсько-фінський кордон 1940 року. В ході заглиблення на фінську територію (пройшли вглиб на 10-12 кілометрів) радянські війська були атаковані частинами фінської оперативної групи «R», потрапили в оточення та, зазнавши значних втрат, вимушено відступили. Подальші бойові дії відбувалися в прикордонному районі між СРСР та Фінляндією на території Суоярвського району Карело-Фінської РСР та муніципалітету Іломантсі провінції Північна Карелія.

## Наступ 32-ї армії протягом червня— липня 1944 року (Свірсько-Петрозаводська операція)
21 червня 1944 року сили Карельського фронту розпочали наступальну Свірсько-Петрозаводську операцію; 7-й армії було відведено завдати основного удару з рубежа річки Свір. Рівночасно з місцевості північніше Онезького озера до наступу переходять частини 32-ї армії, після придушення фінського опору рухаються в напрямі фінсько-радянського кордону. Фінські підрозділи відступали із запеклим опором, підриванням мостів та мінуванням доріг, що суттєво сповільнювало радянський наступ. Долаючи збройний опір, у кінці червня 176-та стрілецька дивізія полковника В. І. Золотарьова та 289-та стрілецька генерала М. А. Чернухи проходять понад 160 кілометрів та біля Куолісми досягають фінського кордону. Від Ладозького до Гімольського озера тримали оборону 4 фінські дивізії та 3 бригади. Через перевантаженість підвізних доріг всі необхідні речі наступаючим арміям доводилося довозити кружним шляхом Вологда — Волховстрой — Лодєйне Поле, далі перевантажували на автомобілі і відправляли до Піткяранти.
До часу виходу на кордон становище інших ділянок радянсько-фінського фронту стабілізувалося та бої прийняли місцевий позиційний характер. Враховуючи сукупність даних, Ставка ВГК почала виведення певних з'єднань Карельського фронту в резерв для перекинення на інші фронтові відтинки.

## Бої на кордоні протягом 21-30 липня
Вранці 21 липня частини 55-го полку 176-ї стрілецької дивізії першими виходять на державний кордон з Фінляндією біля села Лонгонваара, 22 липня кордону досягає 63-й полк тієї ж дивізії. Як про факт незвичайно важливий, командувач фронту Кирило Мерецков відразу сповіщає Ставку ВГК щодо досягнення кордону.
Частини 176-ї дивізії продовжують наступ та у кінці липня заглиблюються на фінську територію, при цьому серйозний опір їм спричинили фінські 3-й прикордонний та частини 1-го і 6-го єгерського батальйонів. 52-й полк, що діяв на правому фланзі, просувається від Хулларі лісовими стежками та виходить до околиць Хаттуваара, однак не зміг село зайняти. Одночасно 55-й полк вів бій з фінськими силами по річці Ілайаньйокі, 63-й полк — біля села Утріо.
289-та стрілецька дивізія, котра діяла на південь від 176-ї дивізії, вела бої біля Ліусвари; тут було оточено та знищено два батальйони 21-ї фінської піхотної бригади, захопивши при цьому 22 автомобілі та 5 гармат. Переслідуючи відступаючі фінські сили, передові частини дивізії до 27 липня досягають кордону біля населеного пункту Лутікковаара. 1046-й полк 289-ї дивізії першим досяг кордону, продовжує наступ по дорозі Куолісма — Мьохкьо — Іломантсі. Біля села Ейккесенваара у місцевосці, де дорога проходила по вузькому перешийку між озерами Сюсьмаярві та Коннукаярві, частини фінської 21-ї бригади облаштували міцну оборону, де зав'язався кількаденний запеклий бій.
Враховуючи уразливість становища двох радянських дивізій, що висунулися далеко вперед та вели бої на кількох напрямах з великим віддаленням між собою та той факт, що на інших відтинках фронту активних бойових дій вже не велося, фінське військове керівництво приймає рішення перекинути під Іломантсі підмогу та провести там контрнаступ. Доки стримуванням займалися єгерські батальйони та частини 21-ї піхотної бригади, 28 липня з Карельського перешийку прибуває кавалерійська бригада. Для планованого контрнаступу фінські війська об'єднуються в оперативну групу «R» загальним числом 14 000 вояків під керунком генерала Ерккі Рааппана. Фінська група військ мала певну чисельну перевагу над радянською — загальна чисельність двох радянських дивізій станом на 31 липня не перевищувала 11 200 чоловік.

## Фінський контрнаступ
31 липня оперативна група «R» (від першої букви прізвища генерала Рааппана) розпочинає контрнаступ. Фінські частини використовують тактику «Мотті» (фіни генерала прозвали Мотті-местарі, тобто — майстер військової тактики мотті), діють малими рухомими групами проти розосереджених підрозділів двох радянських дивізій, намагаючись перерізати комунікації, розділити на окремі локалізовані загони та знищити по частинах.
Кавалерійська бригада головними силами першого дня наступу біля Утріо атакує 63-й полк 176-ї стрілецької дивізії, радянські сили змушені поспіхом відступати.
1 серпня фінська кавалерійська бригада розвиває успіх попереднього дня та стрімким кидком лісовими стежками виходять на південний схід від озера Луовенярві до дороги Куолісма — Іломантсі. Рівночасно підпали атакувальному удару два інших полки 176-ї дивізії, особливо значних втрат зазнав 52-й полк біля Хаттуваари, котрий був несподівано для радянських сил атакований з півдня частинами кавалерійської бригади, 3-м прикордонним єгерським батальйоном та окремою ротою єгерів капітана Лаурі Тьорні. Підрозділи 52-го полку зазнали значних втрат та починають спішний відступ на схід у напрямі Хулларі; основні сили 176-ї дивізії під фінським натиском відходять в район Велліваара — Лехміваара та переходять до глухої оборони.
Частини 289-ї стрілецької дивізії теж опинилися у важкому становищі: біля Ейккесенваара фінські рухомі загони 21-ї піхотної бригади та єгерських батальйонів обходять позиції передового загону дивізії — частини 1044-го та 1046-го полків — з флангів та в швидкому часі оточили його. Зазнавши значних втрат, частинам довелося самостійно пробиватися з оточення по берегу озера Коннукаярві на схід, та на північ — до Лутікковари, де основними силами тримала оборону 289-та дивізія.
Генерал Сергій Штеменко, начальник оперативного управління Генштабу зазначав, що харчування та набої деякий час оточеним доставляли літаками.
До ранку 2 серпня 176-та та 289-та стрілецькі дивізії були розділені фінськими рухомими групами на декілька відокремлених частин. Єдина дорога, котра була більше-менше придатною для сполучення радянського угрупування з рештою сил 32-ї армії, була перетнута. В подальшому фінські сили докладали зусиль щодо повної ліквідації оточених військ, однак радянські сили змогли відбити усі атаки — 176-та стрілецька в районі Велліваара — Лехміваара, 289-та стрілецька — побіля Луттіковара. Одначе становище оточених радянських частин залишалося вельми важким — ефективною виявилася фінська артилерія, котра в часі боїв випустила по радянських силах близько 36 000 стрільців, в тому часі як радянські артилеристи в силу різних причин — серед них нестача набоїв — зробили по фінських позиціях близько 10 000 пострілів.

## Зусилля по розблокуванню 176-ї та 289-ї стрілецьких дивізій
Важке становище оточених радянських сил спонукало керівництво Карельського фронту до прийняття термінових заходів, операцію по розблокуванню очолює командир 32-ї армії генерал П. Д. Гореленко. Першою із скерованих до оточених частин прибуває 70-та морська стрілецька бригада та негайно перейшла в наступ задля розблокування 176-ї стрілецької дивізії, однак ці атаки успіху не досягли.
В часі 4-5 серпня під Куолісму прибувають 3-тя та 69-та бригади морської піхоти і частково 29-та танкова бригада. 3-й бригаді морської піхоти та частинам 29-ї танкової бригади наказується наступати уздовж дороги Куолісма — Луттіковара та встановити зв'язок із 289-ю стрілецькою дивізією. 69-та та 70-та бригади отримали наказ вести наступ в напрямі Лонговари задля розблокування 176-ї стрілецької дивізії.
Запеклі бої тривали декілька днів, фінське оточення не було надто щільним і незабаром зв'язок із оточеними стрілецькими дивізіями було відновлено. Через значні втрати оточених та утруднені їх постачання керівництво Карельським фронтом вирішує відвести стрілецькі дивізії на вигідніші позиції за 5-7 кілометрів східніше кордону.
Фінські сили теж зазнали значних втрат і не мали необхідної кількості військових, щоб завадити цьому перегрупуванню. Більша частина радянських дивізій була виведена з оточення, при цьому на лісових ґрунтових дорогах полишаючи значну кількість техніки та важкого озброєння.
Після боїв під Іломантсі активні бойові дії в Карелії закінчилися, станом на ранок 10 серпня лінія фронту остаточно стабілізувалася приблизно по лінії Кудама-губа — Куолісма — Лоймола — Піткяранта.

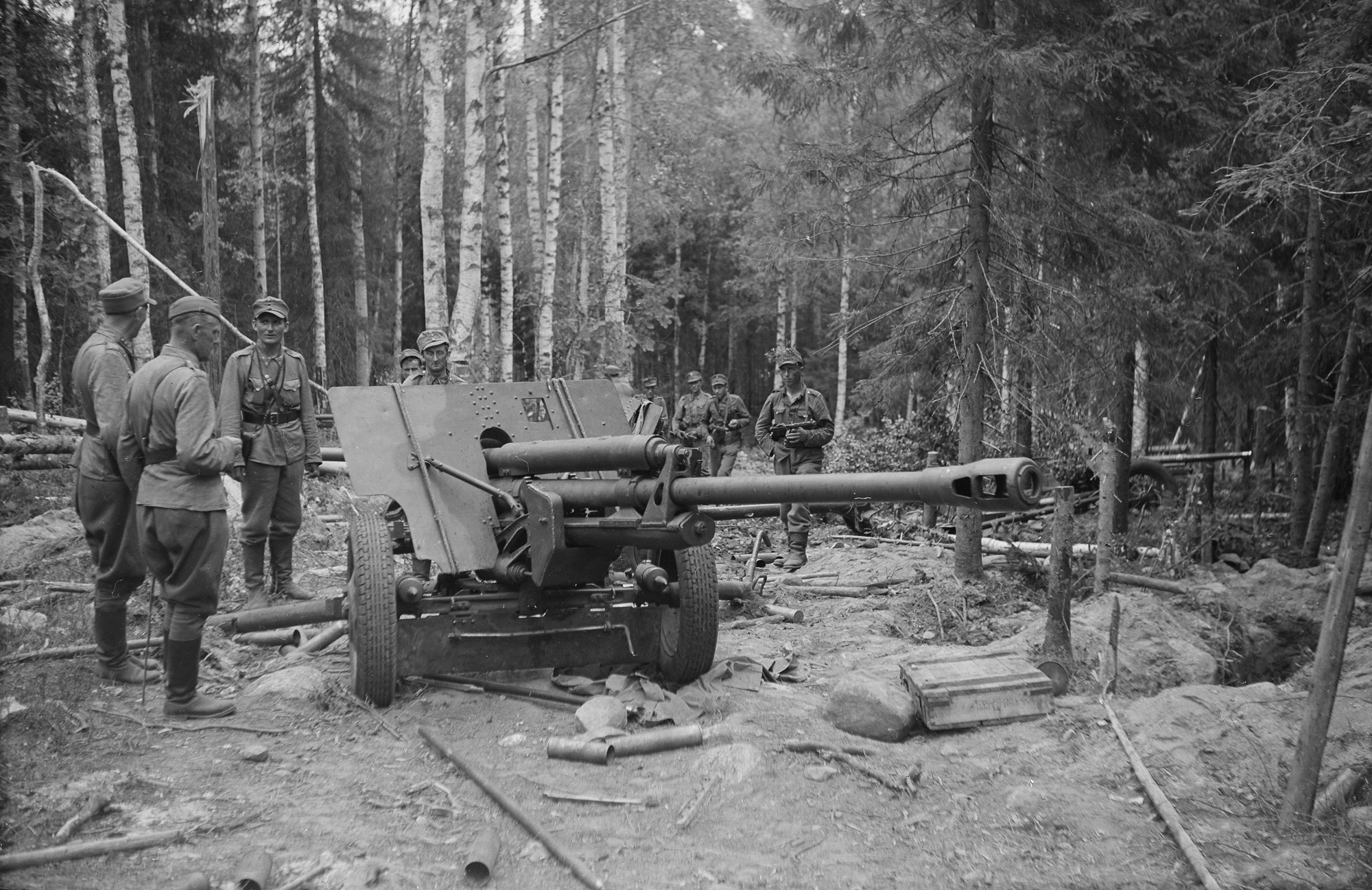
Фінські вояки оглядають покинуту радянську гармату ЗІС-3. 7 серпня 1944, побіля Лехміваари.

## Втрати сторін
Чисельність радянських сил в бою під Іломантсі дослідниками кінця 20 сторіччя — початку 21 обраховується в 20 000 чоловік (Ю. М. Кілін — на основі документів ЦАМО). Найбільш значних втрат зазнали дивізії, що потрапили в оточення.
176-та стрілецька дивізія станом на 31 липня мала в своєму складі 5722 бійців та офіцерів, до 11 серпня втрати склали 1980 чоловік — пораненими 1160, вбитими 660, пропали безвісти 150. 298-ма дивізія на той же час мала 5500 бійців та офіцерів, втрати склали полоненими 700, 300 вбитими, 120 пропалими безвісти. Певна кількість із тих, що рахувалися пропалими безвісти, потрапили до фінського полону.
3-тя морська стрілецька бригада в часі з 1 по 11 серпня втратила 904 людини — 748 пораненими та 156 убитими, 69-та бригада — 250 пораненими і 89 вбитими, 70-та бригада — 171 поранений та 64 вбитих.
Загалом протягом 1-11 серпня радянські стрілецькі частини (у цій статистиці не враховуються втрати частини 29-ї танкової бригади) склали 4578 чоловік (в інших джерелах — 4966) — 3039 пораненими, 1269 вбитими та 270 пропалими безвісти. Одначе ця цифра не є остаточною, оскільки точно не є відомо, якими є втрати 176-ї та 289-ї стрілецьких дивізій в кінці липня.
Фіни у фронтових звітах зазначили, що радянські війська на полі бою полишили 94 гармати, 82 міномети, 66 автомобілів, 7 танків, 6 ракетних установок, велику кількість військового майна.
Втрати фінської оперативної групи «R» за час боїв під Іломантсі склали 1388 пораненими та 277 вбитими (в інших джерелах — з 24 липня по 13 серпня — близько 2500 бійців убитими та пораненими (в інших джерелах 3200)). Серед фінської бронетехніки, залученої в тих боях, був і захоплений раніше у радянських сил Т-70

## Результати боїв
Бій під Іломантсі став останнім великим зіткненням в часі перебігу Свірсько-Петрозаводської операції, але не здійснив якийсь суттєвий вплив на становище побіля радянсько-фінського кордону і не зміг вплинути на вихід Фінляндії із війни з СРСР.
На початку серпня радянське військове керівництво відмовляється від продовження повномасштабного протифінського наступу — втягування у затяжні та виснажливі бої на не надто важливому напрямі могло завадити радянським військам в досягненні більш значуших цілей. Разом з тим наступальні дії Ленінградського та Карельського фронтів поставили військові сили Фінляндії у скрутне становище. В подальших числах серпня Фінляндія відмовляється від військового союзу з Третім Рейхом, а 19 вересня в Москві підписано мир з СРСР.
Разом з тим радянське керівництво було вельми роздратоване поразкою; Ставка ВГК порахувала, що дана ситуація стала у вислідку через погану організацію керівництва та управління військами, багато з офіцерів Карельського фронту було знято із займаних посад.
Карл Густав Маннергейм у своїх спогадах зазначав, що перемога під Іломантсі вплинула збадьорююче на фінську армію після двомісячних поразок — адже просунення радянських сил було зупинено.
Історіографи вважають, що боєм під Іломантсі фінські війська зірвали останню спробу радянських військ вторгнутися на територію Фінляндії та примусити фінське керівництво піти на безумовну капітуляцію. Сукупний успіх в боях червня-серпня 1944 року — зокрема, під Іломантсі і під Талі-Іхантала на Карельському перешийку, дали змогу Фінляндії досягти більшої незалежності в часі перемовин про підписання миру, хоча умови і були вкрай важкими, та власне таким чином відстояти національну незалежність.

## Вшанування
На місці боїв у липні-серпні 1944 року в фінському муніципалітеті Іломантсі створено численні меморіали та встановлено пам'ятні знаки.
1994 року у Фінляндії були проведені врочистості з нагоди 50-ліття перемоги під Іломантсі, на заходах були присутні тодішній прем'єр-міністр Еско Аго, та колишній глава Фінляндії Мауно Койвісто, який брав безпосередню участь у тих боях.